# Філіппов Олександр Олександрович
Олекса́ндр Олекса́ндрович Філі́ппов (нар. 23 жовтня 1992, Авдіївка, Україна) — український футболіст, нападник футбольного клубу «Полісся».

## Біографія
Вихованець УОР (Донецьк), за яке в ДЮФЛ грав з 2006 по 2009 рік.
2011 року став гравцем київського «Арсеналу», де спочатку грав в молодіжній команді. 25 листопада 2012 року дебютував за основну команду в Прем'єр-лізі в київському дербі проти «Динамо», який завершився поразкою «канонірів» з рахунком 0:4. В подальшому поступово продовжив залучатись до матчів основної команди, проте і надалі в основному грав за молодіжну команду. До кінця 2013 року зіграв у 6 матчах чемпіонату, причому в усіх задовольнявся виходами на заміну в кінцівці матчу. Восени 2013 року «каноніри» знялися з чемпіонату і Філіппов покинув команду.
У лютому 2014 року на правах вільного агента підписав контракт до кінця 2014 року з маріупольським «Іллічівцем». В сезоні 2015/16 виступав у складі краматорського «Авангарду», забив 8 голів. Інтернет-виданням Sportarena.com включений в символічну збірну першої частини сезону. Влітку 2016 року побував на перегляді в клубі Прем'єр-ліги «Олександрія».
У червні 2016 прибув на перегляд в чернігівську «Десну». На зборах забивав майже у всіх матчах, в тому числі в ворота віце-чемпіона Ірану, тегеранського «Персеполіса». 5 липня 2016 року підписав контракт з чернігівським клубом. У першому матчі за нову команду, проведеним на виїзді проти «Миколаєва», відзначився голом і результативною передачею. Забив 2 м'ячі в матчі з лідером Першої ліги, маріупольським «Іллічівцем», і в результаті був визнаний кращим гравцем туру. У матчі 18-го туру з «Миколаєвом» забив гол ударом через себе в падінні. За підсумками першого півріччя забив 10 м'ячів і віддав 4 гольові передачі, ставши кращим бомбардиром команди і одним з кращих в лізі. Першу половину сезону 2016/17 «Десна» завершила на 3-му місці, а Філіппов був визнаний одним з кращих нападників дивізіону.
У березні 2017 року отримав травму, від якої відновився тільки в кінці сезону. У матчі останнього туру з «Іллічівцем» вийшов в основному складі і зрівняв рахунок. З 11 голами став найкращим бомбардиром команди. «Десна» посіла 2-е місце і мала підвищитися в класі, проте не була допущена в Прем'єр-лігу Федерацією футболу України.
У сезоні 2017/18 Філіппов забив 11 голів в чемпіонаті і 1 — в Кубку. З голом і двома результативними передачами він зіграв ключову роль у перемозі над «Інгульцем» (3:1), який в підсумку програв «Десні» боротьбу за 3-е місце. «Десна» виграла бронзові медалі і за результатами плей-оф вийшла в Прем'єр-лігу.
У виїзному матчі 2-го туру Прем'єр-ліги проти «Маріуполя», який завершився перемогою «Десни» з рахунком 4:1, став автором 2 м'ячів і 1 гольової передачі. Футбольними експертами визнаний одним з кращих гравців туру.
Став одним із головних відкриттів сезону 2019/20, у якому «Десна» претендувала на срібні медалі чемпіонату України, посівши в результаті 4-те місце та отримавши право представляти Україну в Лізі Європи. Філіппов із 16 голами посів 2-ге місце в списку найкращих бомбардирів Прем'єр-ліги та увійшов до символічних збірних сезону за версіями сайтів SportArena, Sport.ua, Tribuna.com і компанії Wyscout як один із двох найкращих нападників.
У вересні 2020 року Філіппов за рекордні в історії «Десни» 1 млн 80 тис. євро перейшов до бельгійського «Сінт-Трейдена», підписавши контракт на три роки. За даними ЗМІ, інтерес до одного з найкращих бомбардирів чемпіонату України також виявляли київське «Динамо», португальський «Ріу Аве», іспанський «Леганес», турецький «Сівасспор» і клуби з Італії.
9 серпня 2023 підписав річний контракт з українським «Дніпром-1».
В липні 2024 року підписав 5-річний контракт з «Олександрією».
24 серпня 2024 року в домашньому матчі 4-го туру Прем'єр Ліги з «Шахтарем» (4:3) оформив перший в професійній кар'єрі хет-рик.
21 червня 2025 року перейшов до житомирського Полісся.

### Збірна
З 2012 року викликався до складу молодіжної збірної України. У її складі в серпні 2012 року зайняв третє місце на Меморіалі Лобановського, зігравши в обох матчах. А в січні 2013 року став фіналістом Кубка Співдружності, зігравши в 4 матчах збірної і забивши один гол.